# Театр поэтов «Послушайте!»
Движение «Послушайте!» началось в 1998 году в  Санкт-Петербурге около памятника Маяковскому. Поэты-современники вышли на улицу читать свои стихи. Помимо этого участники движения устраивали креативные акции, такие как сожжение рукописей стихов на Дворцовой площади, прогулки по Невскому проспекту с прикреплёнными стихотворениями, открыли 1-й в мире интерактивный памятник Живому Поэту, выступали в Театре Эстрады, в Планетарии и т. д.
Непосредственно Театр поэтов «Послушайте!» открылся в 2003 году. Первое помещение театра — школа на Канонерском острове. Затем — ОКЦ «Пушкинская 9», арт-кафе «Бродячая собака», СКК, Мюзик-холл (фестивали).
Регулярный театральный сезон (недоступная ссылка) длился в течение 5 лет. Еженедельно ставились два спектакля по 40 минут, с занавесом и антрактом, с костюмами, музыкой и специальным освещением. Поэты сами режиссировали свои сценические творения и преподносили свои стихи эмоционально и зрелищно. Также совместно с Nikandro Films (первая поэтическая кинокомпания России!) создавался видеоархив и снимались стихо-фильмы с современными поэтами.
С 2008 года по сегодняшний день на телеканале «ВОТ!» («Ваше общественное телевидение!») выходит в эфир авторская программа Владимира Антипенко «Театр поэтов».
В 2008 году стартовал глобальный проект Театра «ТВ Поэзия», который реализуется до сих пор. Акции проводились в исторически знаменитом арт-кафе «Бродячая Собака», в выставочном зале «Смольный», в арт-пространстве «Лофт проект этажи», в СКК и на многих других площадках Петербурга. Руководитель Театра Поэтов Владимир Антипенко организовал видеосъёмку перформансов и проводил каждую акцию в жанре «битвы стихотворцев и критиков». Большой видеоархив выступлений поэтов хранится в интернете: на «Яндексе» и YouTube.
В 2009—2010 году в клубе молодёжи «Форпост» на Выборгской стороне Театр Поэтов реализовал проект Street ЛИТО «Послушайте!». Здесь проходили не только спектакли и перформансы, но и дискуссии.
25 января 2011 года стартовал проект Театра поэтов «Послушайте!» TV-ПОЭЗИЯ 2011: интерактивный СТИХО-НОН-СТОП. В клубе «ROCK CAFE», где проходили поэтические выступления в формате интерактивного TV-шоу, Санкт-Петербург обрёл новое поэтическое пространство. Зритель мог не только послушать поэта, но и публично высказать своё мнение по поводу услышанного.
В 2010 году Театр поэтов «Послушайте!» учредил Всероссийскую поэтическую Премию «Послушайте» имени Велимира Хлебникова, отбор в которой проводится не только с точки зрения литературной ценности поэтических произведений, но и с точки зрения социальной активности — как поэт проявлял себя на поэтическом поприще, какие мероприятия устраивал, где выступал и т. п.
Премия присуждается ежегодно, в день рождения Велимира Хлебникова — 9 ноября. Лауреатом премии может стать молодой поэт (15-30 лет). Главные критерии: стихи, их исполнение, поэтическая деятельность, достижения с точки зрения истории поэзии.